# Tundra tire

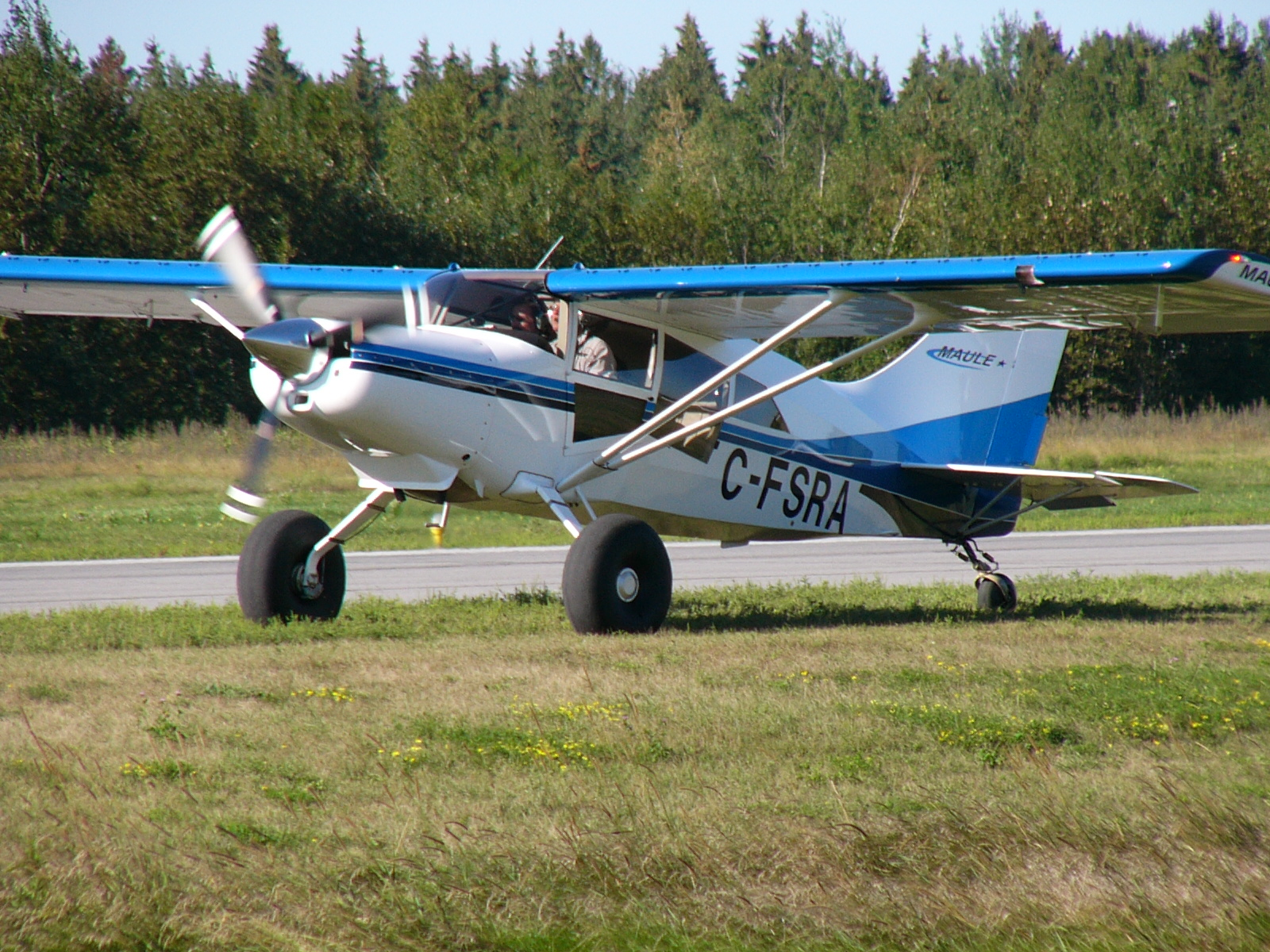
Um Maule M-7-235C com
pneus do tipo tundra tire.

Tundra tire (no Reino Unido: "tundra tyre") é um termo da língua inglesa usado para pneus grandes de baixa pressão usados em aviões leves para permitir operações em terrenos acidentados.
Uma variante comum do tundra tire é a marca "bushwheel" (algo como um "pneu capaz de pousar sobre arbustos"). Esses pneus incluem uma câmara de ar integral com a válvula montada na parede lateral, permitindo que o pneu opere em pressões muito baixas sem o risco de rasgar a haste da válvula e causar um furo no pneu. Os pneus de baixa pressão fornecem maior amortecimento e permitem que a aeronave pouse em superfícies ásperas, inadequadas para pneus normais. A adoção de "bushwheels" são uma modificação comum para "aviões backcountry" (algo como "aviões de interior").

## Histórico
O pneu do estilo tundra tire foi inventado de forma independente em diferentes momentos e lugares. Na América do Norte, sua invenção pós-Segunda Guerra Mundial é creditada ao canadense Welland Phipps, potencialmente inspirado pelo desenvolvimento próprio da Goodyear Tire & Rubber Company antes da Segunda Guerra Mundial, uma configuração de baixa pressão semelhante chamada "airwheel" como uma roda completa - aro e conjunto de pneus - do tipo "Musselman" da de seu inventor original, Alvin J. Musselman - que foi apresentado ao público americano no final do verão de 1929, e se tornando disponível no Reino Unido em 1930. Foi inicialmente oferecido pela Goodyear em diâmetros totalmente inflados de até 46 polegadas (117 cm), com um diâmetro de trinta polegadas (76 cm) na linha da Goodyear com dimensões semelhantes às vistas no anúncio da revista British Flight, para um tamanho atualmente disponível do "tundra tire".
Quase vinte anos depois que o projeto original do Musselman apareceu no mercado, Phipps projetou e construiu seus próprios pneus "balão" no período após a Segunda Guerra Mundial e os adaptou a um Piper PA-18 Super Cub. Phipps então passou a fornecer transporte aéreo para grande parte da região ártica canadense. Mais tarde, ele estabeleceu sua própria companhia aérea, a Atlas Aviation, que operava uma frota de De Havilland Canada DHC-6 Twin Otter com pneus "balão". Usando esses pneus, os DHC-6s da Atlas estabeleceram serviços aéreos para comunidades remotas como Resolute, e Grise Fiord, ambas em Nunavut.